# Cassà de la Selva (kommunhuvudort)
Cassà de la Selva är en kommunhuvudort i Spanien.   Den ligger i provinsen Província de Girona och regionen Katalonien, i den östra delen av landet, 600 km öster om huvudstaden Madrid. Cassà de la Selva ligger 157 meter över havet och antalet invånare är 8 504.
Terrängen runt Cassà de la Selva är platt åt sydväst, men åt nordost är den kuperad. Runt Cassà de la Selva är det ganska tätbefolkat, med 86 invånare per kvadratkilometer. Närmaste större samhälle är Girona, 11,4 km norr om Cassà de la Selva. 